# John Arthur Jarvis
John Arthur Jarvis (n. 24 februarie 1872, Leicester, Anglia, Regatul Unit al Marii Britanii și Irlandei – d. 9 mai 1933, Metropolitan Borough of St Pancras⁠(d), Anglia, Regatul Unit) a fost un înotător britanic, medaliat olimpic. A participat la 3 ediții ale Jocurilor Olimpice (1900, 1906, 1908) în care a câștigat 3 medalii de aur și o medalie de argint.